# Wilhelm II. (Hessen-Wanfried-Rheinfels)
Wilhelm „der Jüngere“ (II.) von Hessen-Wanfried (* 25. August 1671 in Langenschwalbach; † 1. April 1731 in Paris und auch dort beigesetzt) war ein Sohn des Landgrafen Karl von Hessen-Wanfried (1649–1711) und dessen erster Gemahlin Sophie Magdalene von Salm-Reifferscheid († 1675). Er folgte seinem Vater als Landgraf von Hessen-Wanfried und als Landgraf auch von Hessen-Rheinfels (Hessen-Wanfried-Rheinfels). Er nannte sich nach 1711 Landgraf von Hessen-Rheinfels.

## Leben
Wilhelm der Jüngere, der zunächst Domherr in Köln und Straßburg war, wird als „arm an Verstand und in böser Umwelt verkümmert“ beschrieben. Nach dem Tod seines Vaters 1711 erschien er in Wanfried, wo inzwischen sein jüngerer Halbbruder Christian die Herrschaft übernommen hatte. Es kam zum Streit, der von Kaiser Karl VI. geschlichtet wurde. Christian verzichtete auf die Landgrafschaft, erhielt aber das Residenzschloss in Eschwege, das zu diesem Zweck 1713 aus seiner 1667 erfolgten Verpfändung an das Haus Braunschweig-Bevern gelöst wurde, sowie eine jährliche Apanage von 7500 Gulden. Wilhelm regierte von 1711 bis 1731. Er war meist auf Reisen, oft auch am Wiener Hof. Der Kaiser setzte ihn 1718 auch in den Besitz der Burg Rheinfels, wo Truppen des Landgrafen Karl von Hessen-Kassel drei schwere Belagerungen durch die Franzosen erfolgreich abgewiesen hatten.
Wilhelm ließ sich 1719 mit Genehmigung des Papstes wegen drohenden Aussterbens der Linie Hessen-Wanfried in den Laienstand zurückversetzen. Der Kaiser vermittelte die Hochzeit des 48-jährigen Landgrafen mit Ernestine Theodora, Tochter des Herzogs Theodor Eustach von Pfalz-Sulzbach, am 19. September 1719. Die Ehe blieb kinderlos. Nach Wilhelms Tod blieb seine Witwe zunächst noch auf Schloss Rheinfels, wurde dann aber Priorin des Karmeliterinnenklosters Neuburg/Donau, wo sie am 5. April 1775 verstarb.
Wilhelms jüngerer Halbbruder Christian, der sich seit 1711 Christian von Hessen-Eschwege nannte, wurde 1731 Landgraf von Hessen-Wanfried und Hessen-Rheinfels.